# Epidendrum peperomia
Epidendrum peperomia  Rchb.f., 1854, è una pianta della famiglia delle Orchidacee originaria dell'America meridionale.

## Descrizione
È un'orchidea di piccole, spesso minime dimensioni che cresce epifita sugli alberi della foresta tropicale montana. E. peperomia  presenta steli a grappolo, erbacei, a forma di canna, alti mediamente 8 centimetri, che portano foglie distiche, carnose, coriacee, di forma oblunga ad apice ottuso.
La fioritura può avvenire in qualsiasi momento dell'anno, mediante un'infiorescenza terminale, che emerge dalle foglie apicali, sottesa da bratte floreali, portante uno o due fiori. Questi sono grandi da 2 a 3 centimetri, e hanno petali e sepali verdi soffusi di marroncino con labello orbicolare cordiforme marroncino.

## Distribuzione e habitat
La specie è originaria dell'America meridionale, in particolare di Colombia e Venezuela, dove cresce epifita in foreste di pini e di querce, a quote da 600 a 2700 metri sul livello del mare.

## Coltivazione
Questa pianta è bene coltivata in vasi sospesi con un mix organico grossolano per permettere alle radici di ottenere aria, può così crescere fuori e sopra il bordo del vaso e dà un suggestivo spettacolo durante la fioritura. È consigliabile esporla per qualche ora al pieno sole e fornire molta acqua durante la crescita, quando la temperature dev'essere alta, nella fase di riposo ridurre la temperatura, esposizione all'ombra e nebulizzare acqua.